# Остлунд, Александер
Ян Александер Остлунд (швед. Jan Alexander Östlund; род. 2 ноября 1978, Окерсберга, Швеция) — шведский футболист, выступавший на позиции защитника. Известен по выступлениям за клубы АИК, «Норрчёпинг» и за сборную Швеции. Участник чемпионата Европы 2004 года.

## Клубная карьера
Остлунд начал профессиональную карьеру в клубе АИК. В 1996 году он помог команде выиграть Кубок Швеции. В 1997 году для получения игровой практики Александр на правах аренды выступал за «Броммапойкарна». После возвращения он помог АИКу выиграть Аллсвенскан лигу.
В 1998 году Остлунд перешёл в португальскую «Виторию», но за год в Португалии не сыграл ни матча. После неудачного опыта за пределами Швеции Александр вернулся на родину, где на протяжении пяти сезонов выступал за «Норрчёпинг» и «Хаммарбю».
В 2001 году Остлунд перешёл в нидерландский «Фейеноорд». В новой команде он был футболистом ротации и за два сезона в Эредивизи сыграл всего 33 матча. В 2004 году Александр подписал соглашение с английским «Саутгемптоном». В Англии Остдунд быстро завоевал место в основе и стал одним из лидеров команды. В 2005 году он перешёл в датский «Эсбьерг». 19 октября в матче против «Оденсе» Александр дебютировал в датской Суперлиге. В этом поединке он забил гол в свои ворота. По окончании сезона Остлунд завершил карьеру.

## Международная карьера
18 ноября 2003 года в товарищеском матче против сборной Египта Остлунд дебютировал за сборную Швеции.
В 2004 году Александер принял участие в чемпионате Европы в Португалии. На турнире он сыграл в поединке против сборной Нидерландов.

## Достижения
АИК
- Чемпионат Швеции по футболу — 1998
- Обладатель Кубка Швеции — 1996